# Arbusto

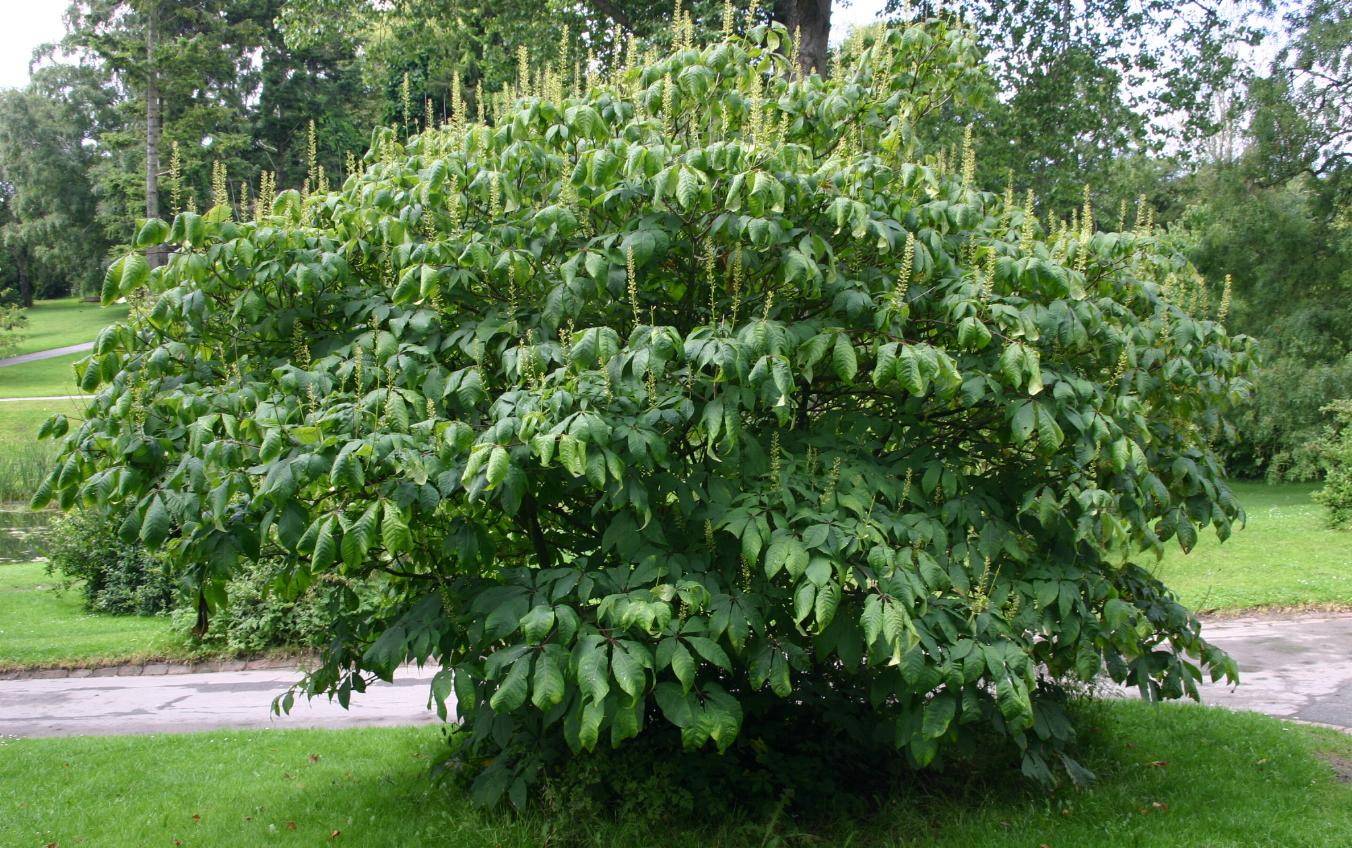
Aesculus parviflora, un arbusto.

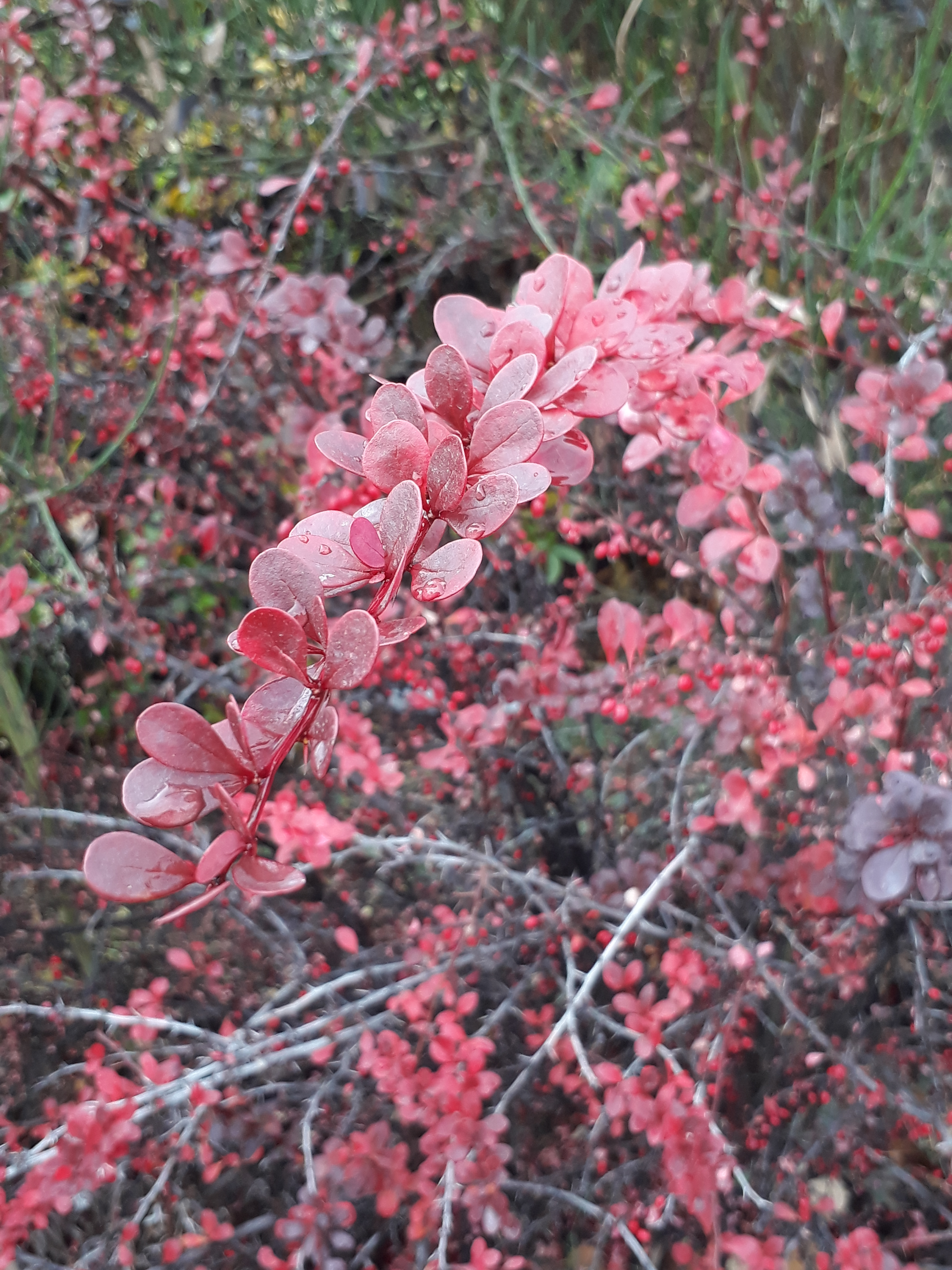
Mata de Berberis thunbergii.

Se llama arbusto a la planta leñosa perenne de cierto porte cuando, a diferencia de los árboles, no se yergue sobre un solo tronco o fuste, sino que se ramifica desde la misma base. Los arbustos pueden tener varios metros de altura. Al bioma o ecosistema con predominio de arbustos se le denomina matorral.
Se las diferencia de los árboles por sus múltiples tallos y menor altura, inferior a 6-10 metros.
Algunas definiciones establecen que un arbusto mide menos de 6 m (20 pies) y un árbol más de 6 m. Otros utilizan 10 m (33 pies) como punto límite para la clasificación. Es posible que muchas especies de árboles no alcancen esta altura madura debido a que las condiciones de crecimiento no son ideales y, por lo tanto, se parecen a una planta del tamaño de un arbusto. Sin embargo, estas especies tienen el potencial de crecer más en condiciones de crecimiento ideales para esa planta. En términos de longevidad, la mayoría de los arbustos encajan en una clase entre plantas perennes y árboles; algunos pueden durar sólo unos cinco años incluso en buenas condiciones, otros, generalmente los más grandes y leñosos, pueden vivir hasta 70 años o más, pero en promedio duran entre 7 y 10 años.
No todas las plantas leñosas ramificadas desde la base deben ser llamadas arbustos; por ejemplo, los tomillos (Thymus) o los espliegos (Lavandula) son matas leñosas o, como se dice también, subarbustos. Términos como árbol, arbusto o mata describen biotipos en la lengua común y son más o menos equivalentes a otros técnicos; los equivalentes botánicos para este concepto se extienden entre los vocablos: caméfito, nanofanerófito y microfanerófito.
Es frecuente que especies que se presentan normalmente como arbustos crezcan como árboles, o donde las circunstancias ecológicas son distintas, como ocurre con la coscoja (Quercus coccifera) en el norte de África, o por un esfuerzo deliberado en el cultivo, como se ve a veces con la adelfa (Nerium oleander).
Los arbustivos o sufrútices llegan a desarrollar tejidos secundarios, pero solo en la región próxima a la base, manteniendo la parte superior de la planta siempre con tejidos jóvenes.
La mitad de las especies de arbustos de Europa están en peligro de extinción, según la Unión Internacional para la Conservación de la Naturaleza.

## Estructura botánica

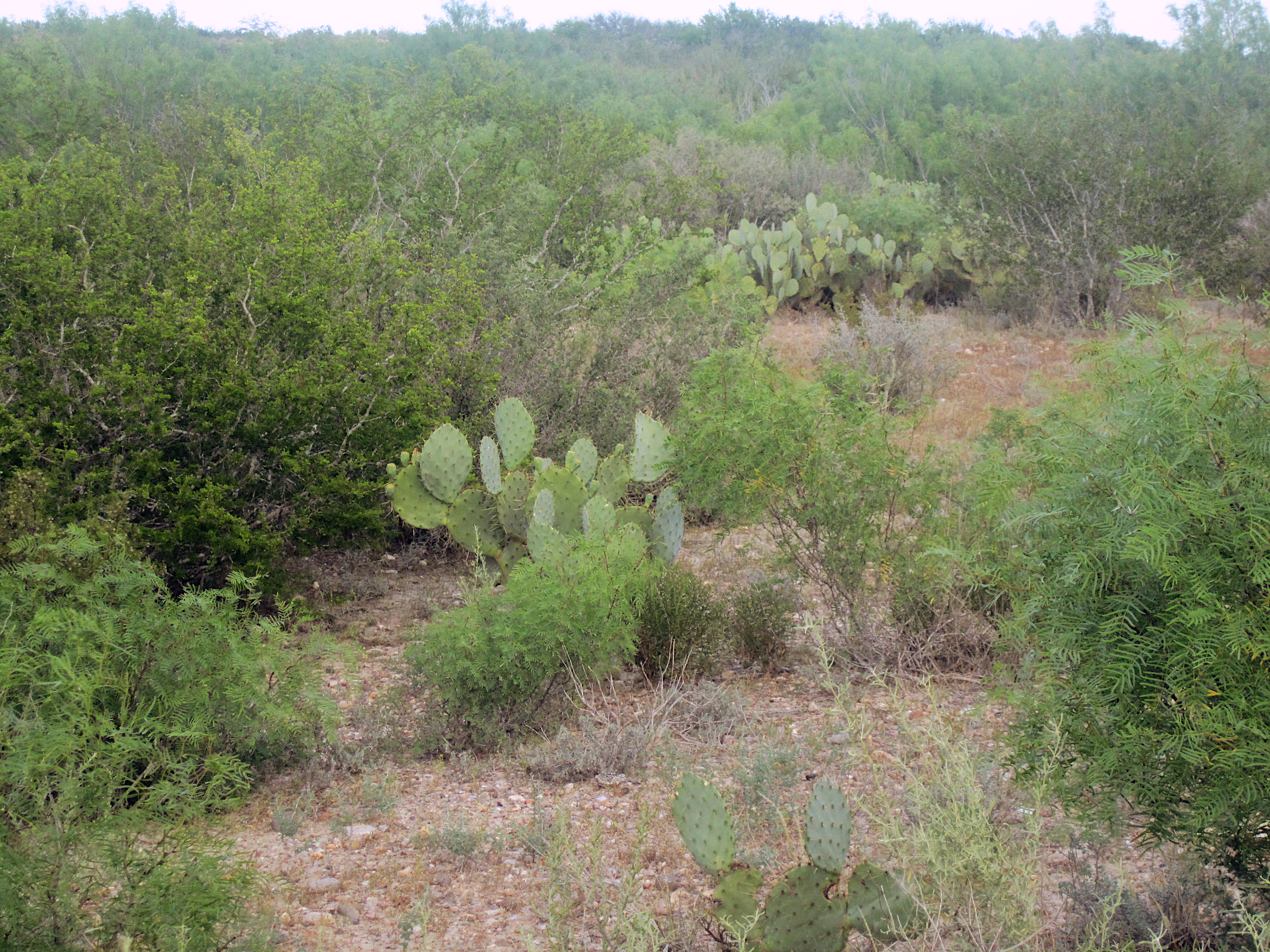
Vegetación arbustiva (con algunos cactus) en Webb County, Texas.

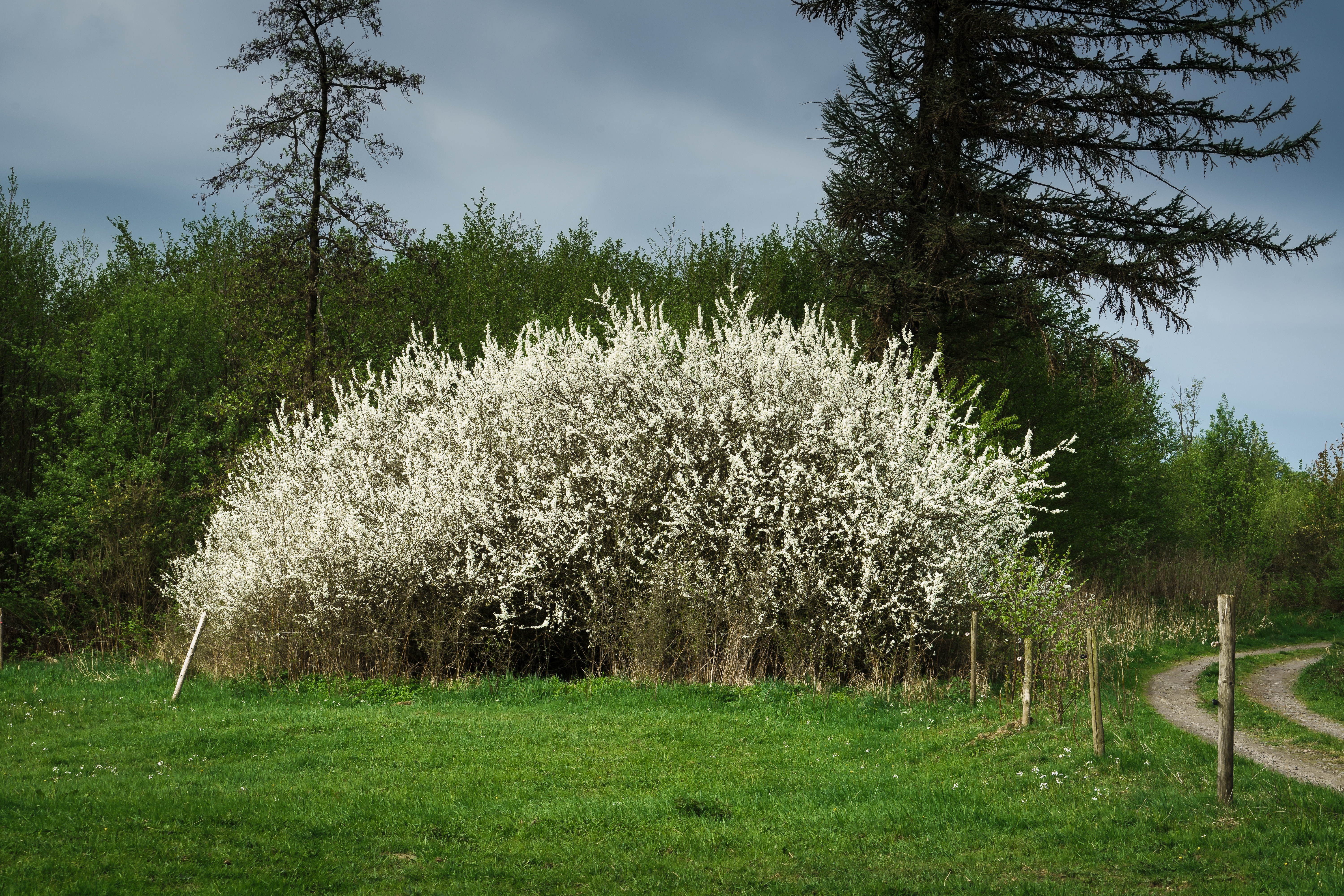
Arbusto de espino negro (Prunus spinosa) en las Vogelsberg.

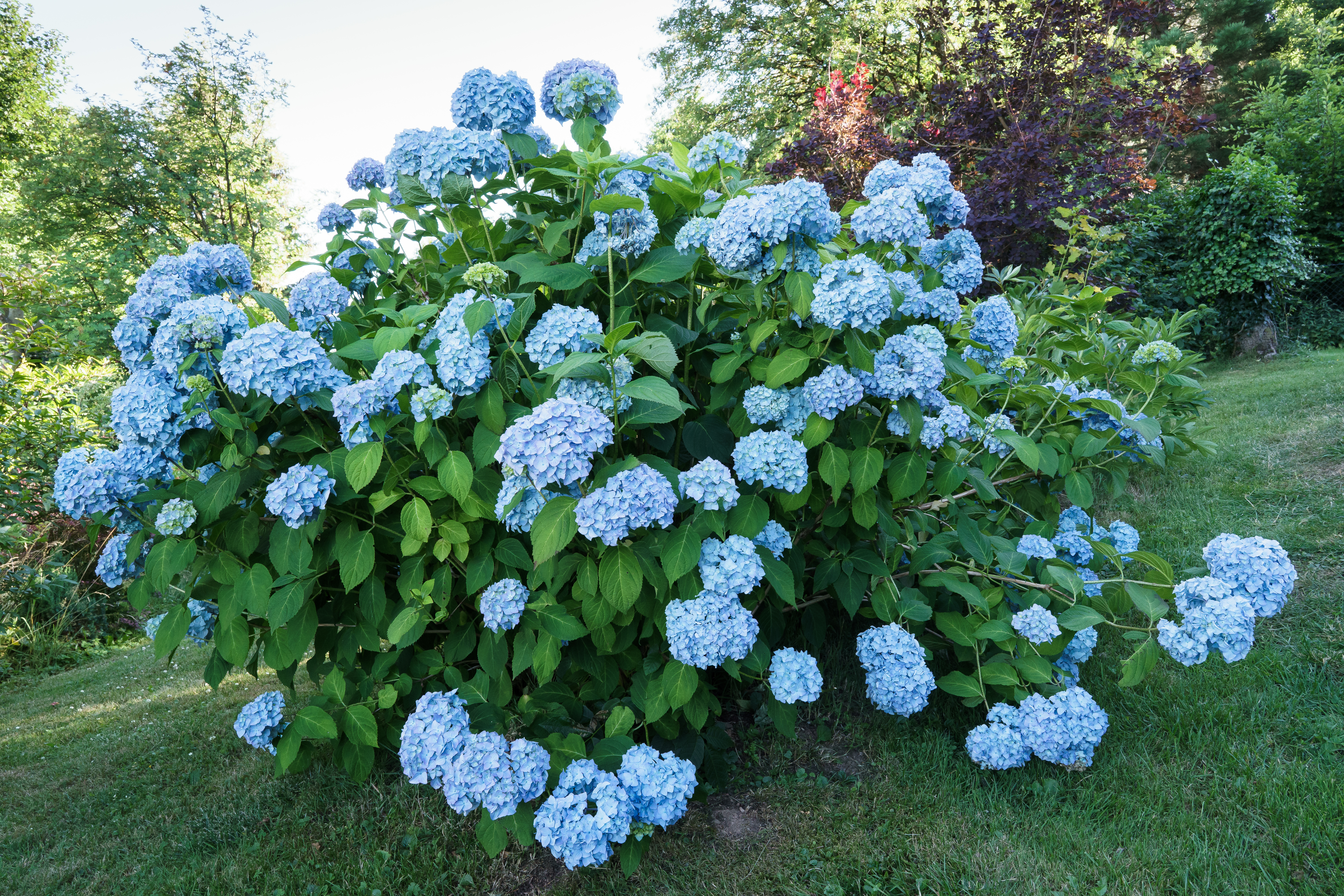
Hydrangea macrophylla

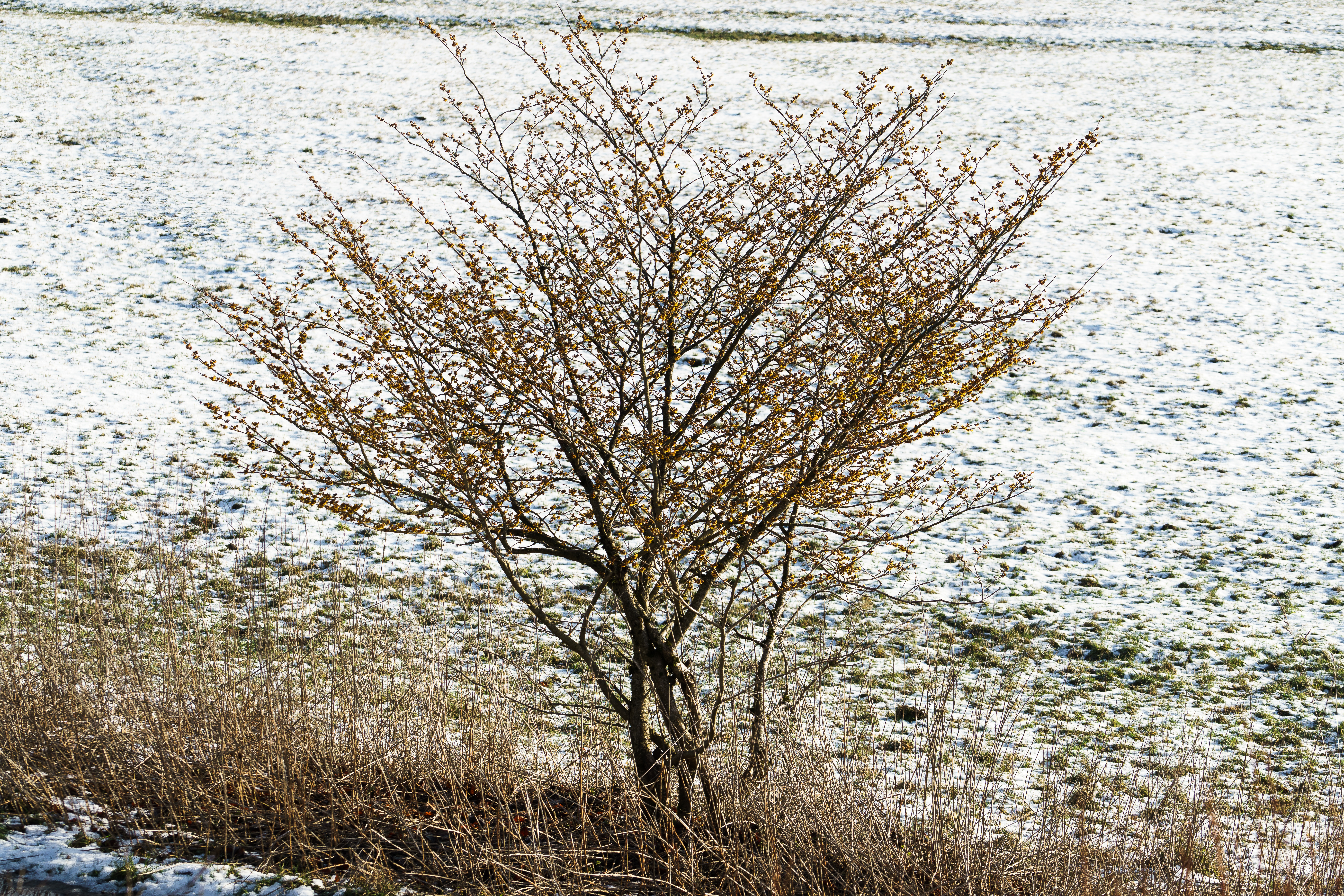
Witch-hazel que florece en invierno (Hamamelis)

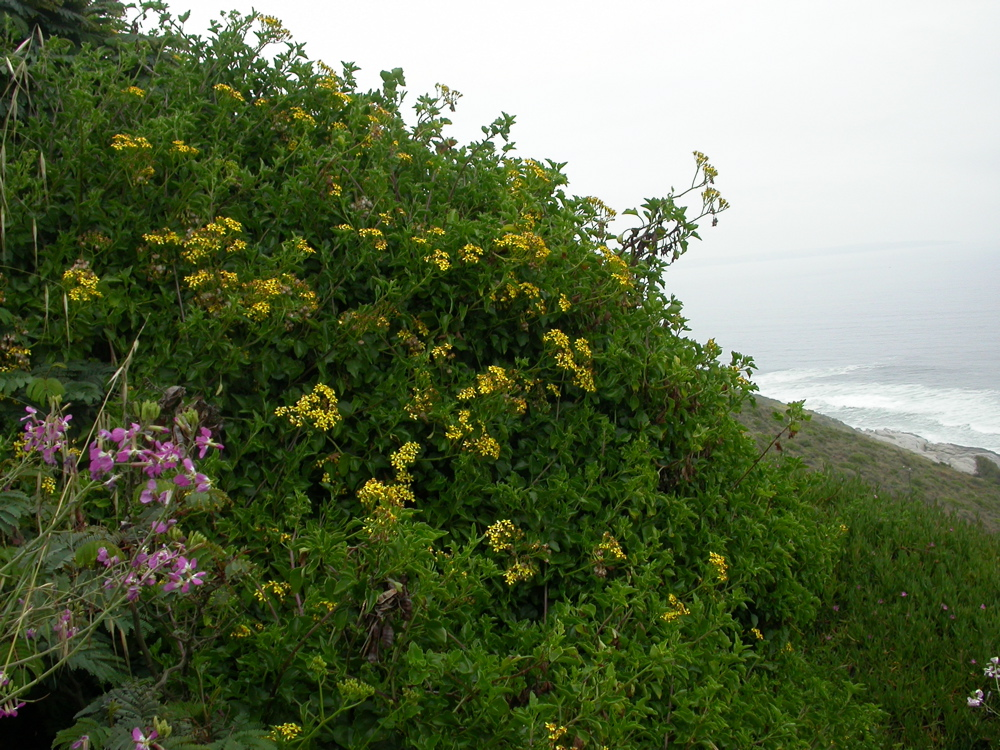
Senecio angulatus, un arbusto trepador junto al mar (de flores amarillas).

En botánica y ecología, el término arbusto se utiliza más específicamente pa describir la particular estructura física del dosel o forma de vida de plantas leñosas que tienen menos de 8 metros (26,2 pies) de altura y generalmente múltiples tallos que surgen en o cerca de la superficie del suelo. Por ejemplo, un sistema descriptivo ampliamente adoptado en Australia se basa en características estructurales basadas en la forma de vida, más la altura y la cantidad de cobertura foliar del estrato más alto o especie dominante.
Para los arbustos que son 2-8 metros (6,6-26,2 pies) de altura, se categorizan las siguientes formas estructurales:
- cobertura de follaje denso (70-100%) - arbustos cerrados
- Cobertura foliar medianamente densa (30-70%) - arbustos abiertos
- Cobertura foliar escasa (10-30%) - matorral alto
- Cobertura foliar muy escasa (<10%) - matorral alto abierto

Para arbustos de menos de 2 metros (6,6 pies) de altura, se clasifican las siguientes formas estructurales:
- Cubierta de follaje denso (70-100%) - brezal cerrado o matorral bajo cerrado -(Norteamérica)
- Cobertura de follaje medianamente densa (30-70%) - brezal abierto o matorral bajo medianamente denso -(Norteamérica)
- Cobertura foliar escasa (10-30%) - matorral bajo
- Cobertura foliar muy escasa (<10%) - matorral bajo abierto

## Uso en jardines y parques
Una zona de arbustos cultivados en un parque o en un jardín se conoce como arborización. Cuando se recortan como topiarios, las especies o variedades adecuadas de arbustos desarrollan un follaje denso y muchas ramas pequeñas y frondosas que crecen muy juntas. Muchos arbustos responden bien a la poda de renovación en la que el recorte duro hasta un «tocón», elimina todo menos las partes vitales de la planta, dando lugar a nuevos tallos largos conocidos como «cañas». Otros arbustos responden mejor a la poda selectiva de las partes muertas o poco saludables, o de otra manera poco atractivas para revelar su estructura y carácter.
Los arbustos en la práctica común de jardinería se consideran generalmente plantas de hoja ancha, aunque algunas coníferas más pequeñas como el pino de montaña y el enebro común también tienen estructura arbustiva. Las especies que crecen con porte arbustivo pueden ser caducifolias o perennifolias.

### Arbustos de pleno sol
Los arbustos de pleno sol prosperan en zonas con al menos seis horas diarias de luz solar sin filtrar. La mayoría de los arbustos de pleno sol son resistentes a la sequía, lo que significa que pueden prosperar en condiciones secas con un riego ocasional. Esto hace que muchas plantas soleadas requieran poco mantenimiento.
Para determinar cuánto sol recibe el jardín, es preciso elaborar un mapa solar del jardín. Para ello, se dibuja rápidamente el jardín y se anota la ubicación de los árboles, arbustos, parterres y elementos decorativos. A continuación, se observa el espacio cada 30 minutos durante una semana y se anota cuándo empieza y termina la luz solar en cada zona. Lo mejor es crear el mapa solar a finales de primavera o principios de verano, cuando los árboles ya tienen todas sus hojas, ya que esto puede ocultar gran parte de la luz solar directa que reciben los arbustos.
Las zonas del jardín que reciben luz directa la mayor parte del día son ideales para los arbustos de pleno sol. Muchas plantas de pleno sol proceden de climas tropicales y mediterráneos, y es posible que observe que muchas de ellas tienen hojas puntiagudas, peludas o cerosas. Estas hojas están especialmente adaptadas para soportar el calor del sol.
Ventajas de los arbustos de pleno sol
Además de requerir poco mantenimiento y de estar bien adaptados a los lugares soleados, los arbustos de pleno sol ofrecen muchas otras ventajas, lo que los convierte en un magnífico complemento para su jardín.
- Son un refugio para la fauna: Los arbustos de pleno sol son refugios ideales para mariposas, abejas y otros animales que visitan el jardín. Plantar estos arbustos es una forma excelente de aumentar la biodiversidad de tu jardín y contribuir a la salud del ecosistema. Muchas variedades de arbustos son seguras para los animales domésticos y resistentes a los ciervos y las plagas.[12]
- Requieren poco mantenimiento: Estos adoradores del sol pueden cuidar de sí mismos. Los arbustos de pleno sol pueden aportar mucha belleza a tu jardín sin mucho esfuerzo; sólo necesitan podas ocasionales y un poco de agua.
- Son resistentes: Los arbustos de pleno sol son plantas resistentes que suelen soportar condiciones más duras que las plantas más sensibles. Tienen un sistema radicular fuerte, son en gran medida resistentes a las enfermedades y tienen hojas resistentes al sol hechas para climas más soleados y secos.[12]
- Son visualmente llamativos: Los arbustos de pleno sol suelen ofrecer una floración brillante y un follaje atractivo, lo que aporta mucho interés visual a su espacio exterior. Además, muchas opciones de pleno sol ofrecen belleza durante todo el año.[12]
- Pueden crear intimidad natural: Los arbustos son una forma estupenda de crear muros vivos en tu jardín, protegiendo tu espacio de miradas indiscretas y bloqueando el ruido de la calle. Pueden hacer que su zona exterior parezca más privada, creando un hermoso espacio para el descanso y la relajación. Deberían ser una parte fundamental de su diseño paisajístico.
- Pueden ayudar a proteger su jardín: Los arbustos, al igual que los árboles, tienen raíces profundas. Estas raíces ayudan a los arbustos a tolerar condiciones más cálidas y secas, pero también ayudan a prevenir la erosión del suelo ayudando a mantener todo en su lugar. Un seto sano puede ser justo lo que necesitas si tienes problemas de escorrentía o pérdida de suelo.[12]

## Lista de arbustos
Aquellos marcados con un asterisco pueden llegar a desarrollarse hasta adoptar una forma de árbol.
A
- Abelia (Abelia)
- Acer (Arce) *
- Actinidia (Actinidia)
- Aloe (Aloe)
- Aralia (árbol de Angélica) *
- Arctostaphylos (Manzanita) *
- Aronia (Aronia)
- Artemisia (Artemisia)
- Aucuba (Aucuba)

B
- Berberis (Calafate, Michay)
- Bougainvillea (Bougainvillea)
- Brugmansia (Trompeta de ángel)
- Buddleja (Budleja)
- Buxus (Boj) *

C
- Calia (Mescalbean)
- Callicarpa (Beautyberry) *
- Callistemon (Bottlebrush) *
- Calluna (Heather)
- Calycanthus (Sweetshrub)
- Camellia (Camellia, Tea) *
- Caragana (Pea-tree) *
- Carpenteria (Carpenteria)
- Caryopteris (Blue Spiraea)
- Cassiope (Moss-heather)
- Ceanothus (Ceanothus) *
- Celastrus (Staff vine) *
- Ceratostigma (Hardy Plumbago)
- Cercocarpus (Mountain-mahogany) *
- Chaenomeles (Japanese Quince)
- Chamaebatiaria (Fernbush)
- Chamaedaphne (Leatherleaf)
- Chimonanthus (Wintersweet)
- Chionanthus (Fringe-tree) *
- Choisya (Mexican-orange Blossom) *
- Cistus (Rockrose)
- Clerodendrum (Clerodendrum)
- Clethra (Summersweet, Pepperbush) *
- Clianthus (Glory Pea)
- Colletia (Colletia)
- Colutea (Bladder Senna)
- Comptonia (Sweetfern)
- Cornus (Dogwood) *
- Corylopsis (Winter-hazel) *
- Cotinus (Smoketree) *
- Cotoneaster (Cotoneaster) *
- Cowania (Cliffrose)
- Crataegus (Hawthorn) *
- Crinodendron (Crinodendron) *
- Cytisus and allied genera (Broom) *

D
- Daboecia (Heath)
- Danae (Alexandrian laurel)
- Daphne (Daphne)
- Decaisnea (Decaisnea)
- Dasiphora (Shrubby Cinquefoil)
- Dendromecon (Tree poppy)
- Desfontainea (Desfontainea)
- Deutzia (Deutzia)
- Diervilla (Bush honeysuckle)
- Dipelta (Dipelta)
- Dirca (Leatherwood)
- Dracaena (Dragon tree) *
- Drimys (Winter's Bark) *
- Dryas (Mountain Avens)

E
- Edgeworthia (Paper Bush) *
- Elaeagnus (Elaeagnus) *
- Embothrium (Chilean Firebush) *
- Empetrum (Crowberry)
- Enkianthus (Pagoda Bush)
- Ephedra (Ephedra)
- Epigaea (Trailing Arbutus)
- Erica (Heath)
- Eriobotrya (Loquat) *
- Escallonia (Escallonia)
- Eucryphia (Eucryphia) *
- Euonymus (Spindle) *
- Exochorda (Pearl Bush)

F
- Fabiana (Fabiana)
- Fallugia (Apache Plume)
- Fatsia (Fatsia)
- Forsythia (Forsythia)
- Fothergilla (Fothergilla)
- Franklinia (Franklinia) *
- Fremontodendron (Flannelbush)
- Fuchsia (Fuchsia) *

G
- Garrya (Silk-tassel) *
- Gaultheria (Salal)
- Gaylussacia (Huckleberry)
- Genista (Broom) *
- Gordonia (Loblolly-bay) *
- Grevillea (Grevillea)
- Griselinia (Griselinia) *

H
- Hakea (Hakea) *
- Halesia (Silverbell) *
- Halimium (Rockrose)
- Hamamelis (Witch-hazel) *
- Hebe (Hebe)
- Hedera (Ivy)
- Helianthemum (Rockrose)
- Hibiscus (Hibiscus) *
- Hippophae (Sea-buckthorn) *
- Hoheria (Lacebark) *
- Holodiscus (Creambush)
- Hudsonia (Hudsonia)
- Hydrangea (Hydrangea)
- Hypericum (Rose of Sharon)
- Hyssopus (Hyssop)

I
- Ilex (Holly) *
- Illicium (Star Anise) *
- Indigofera (Indigo)
- Itea (Sweetspire)

J
- Jamesia (Cliffbush)
- Jasminum (Jasmine)
- Juniperus (Juniper) *

K
- Kalmia (Mountain-laurel)
- Kerria (Kerria)
- Kolkwitzia (Beauty-bush)

L
- Lagerstroemia (Crape-myrtle) *
- Lapageria (Copihue)
- Lantana (Lantana)
- Lavandula (Lavender)
- Lavatera (Tree Mallow)
- Ledum (Ledum)
- Leitneria (Corkwood) *
- Lespedeza (Bush Clover) *
- Leptospermum (Manuka) *
- Leucothoe (Doghobble)
- Leycesteria (Leycesteria)
- Ligustrum (Privet) *
- Lindera (Spicebush) *
- Linnaea (Twinflower)
- Lonicera (Honeysuckle)
- Lupinus (Tree Lupin)
- Lycium (Boxthorn)

M
- Magnolia (Magnolia)
- Mahonia (Mahonia)
- Malpighia (Acerola)
- Menispermum (Moonseed)
- Menziesia (Menziesia)
- Mespilus (Medlar) *
- Microcachrys (Microcachrys)
- Myrica (Bayberry) *
- Myricaria (Myricaria)
- Myrtus and allied genera (Myrtle) *

N
- Neillia (Neillia)
- Nerium (Oleander)

O
- Olearia (Daisy bush) *
- Osmanthus (Osmanthus)

P
- Pachysandra (Pachysandra)
- Paeonia (Tree-peony)
- Persoonia (Geebungs)
- Philadelphus (Mock orange) *
- Phlomis (Jerusalem Sage)
- Photinia (Photinia) *
- Physocarpus (Ninebark) *
- Pieris (Pieris)
- Pistacia (Pistachio, Mastic) *
- Pittosporum (Pittosporum) *
- Plumbago (Leadwort)
- Polygala (Milkwort)
- Poncirus *
- Prunus (Cherry) *
- Purshia (Antelope Bush)
- Pyracantha (Firethorn)

Q
- Quassia (Quassia) *
- Quercus (Oak) *
- Quillaja (Quillay)
- Quintinia (Tawheowheo) *

R
- Rhamnus (Buckthorn) *
- Rhododendron (Rhododendron, Azalea) *
- Rhus (Sumac) *
- Ribes (Currant, Gooseberry)
- Romneya (Tree poppy)
- Rosa (Rose)
- Rosmarinus (Rosemary)
- Rubus (Bramble, Raspberry, Salmonberry, Wineberry)
- Ruta (Rue)

S
- Sabia *
- Salix (Willow) *
- Salvia (Sage)
  - Salvia subgen. Perovskia (Russian Sage)
- Sambucus (Elder) *
- Santolina (Lavender Cotton)
- Sapindus (Soapberry) *
- Senecio (Senecio)
- Simmondsia (Jojoba)
- Skimmia (Skimmia)
- Smilax (Smilax)
- Sophora (Kowhai) *
- Sorbaria (Sorbaria)
- Spartium (Spanish Broom)
- Spiraea (Spiraea) *
- Staphylea (Bladdernut) *
- Stephanandra (Stephanandra)
- Styrax *
- Symphoricarpos (Snowberry)
- Syringa (Lilac) *

T
- Tamarix (Tamarix) *
- Taxus (Yew) *
- Telopea (Waratah) *
- Thuja cvs. (Arborvitae) *
- Thymelaea
- Thymus (Thyme)
- Trochodendron *

U
- Ulex (Gorse)
- Ulmus pumila celer (Turkestan elm – Wonder Hedge)
- Ungnadia (Mexican Buckeye)

V
- Vaccinium (Bilberry, Blueberry, Cranberry)
- Verbesina centroboyacana
- Verbena (Vervain)
- Viburnum (Viburnum) *
- Vinca (Periwinkle)
- Viscum (Mistletoe)

W
- Weigela (Weigela)

X
- Xanthoceras
- Xanthorhiza (Yellowroot)
- Xylosma

Y
- Yucca (Yucca, Joshua tree) *

Z
- Zanthoxylum *
- Zauschneria
- Zenobia
- Ziziphus *